# Michał Fryderyk Czartoryski

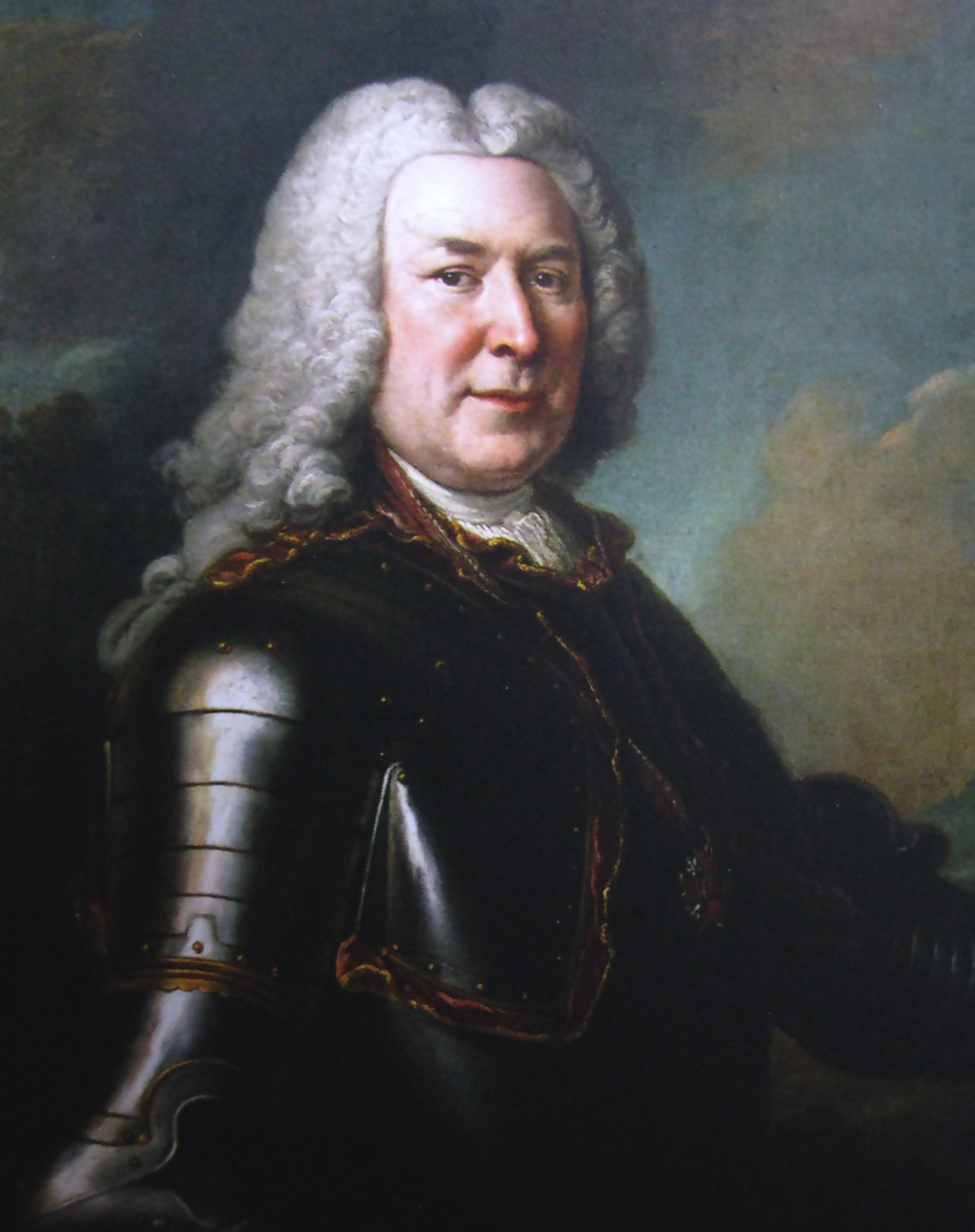
Michał Fryderyk Czartoryski.

Michał Fryderyk Czartoryski (* 26. April 1696; † 13. August 1775 in Warschau) war Großkanzler von Litauen. Er gehörte der alten Hochadelsfamilie Czartoryski an, die zur Zeit der Ersten Teilung Polens mit Russland zusammengearbeitet hatte.
Als der Verfassungsentwurf unter August III. scheiterte, erreichte er zusammen mit seinem Bruder August mit Unterstützung von Katharina II. die Erhebung ihres früheren Günstlings und seines Neffen Stanisław Poniatowski zum polnischen König.
Eines seiner Enkelkinder war Isabella Fortunata von Flemming (Izabela Czartoryska).

## Biographie
Czartoryski wurde 1696 im damals polnischen Klewań geboren. Nach einer Ausbildung nach französischem Vorbild, die er in Paris, Florenz und Rom abschloss, schloss er sich dem Hof von Dresden an und erlangte durch den Einfluss des Grafen Flemming, des dortigen führenden Ministers, das Amt des Vizekanzlers von Litauen und viele andere Würden. Czartoryski war einer der vielen polnischen Adligen, die 1727, als August II. in Białystok schwer erkrankte, die geheime Erklärung unterzeichneten, die seinem Sohn die polnische Thronfolge garantierte. Dies hinderte ihn jedoch nicht daran, seine Verpflichtungen abzulehnen, als Stanisław Leszczyński 1733 durch den Einfluss Frankreichs auf den Thron gesetzt wurde. Als Stanislaus 1735 abdankte, stimmte Czartoryski für August III. von Sachsen, der ihn und seine Familie gerne einsetzte, um dem Einfluss konkurrierender Fraktionen entgegenzuwirken.
In den nächsten vierzig Jahren war Czartoryski der führende polnische Staatsmann. In der Außenpolitik war er der erste, der ein Bündnis mit Russland, Österreich und England im Gegensatz zu Frankreich und Preußen befürwortete – ein System, das schwer aufrechtzuerhalten war und Polen und Sachsen nicht immer zugutekam. In Polen stand Czartoryski an der Spitze der Reformpartei. Sein Palast war der Ort, an dem die vielversprechendsten jungen Herren der Zeit ausgebildet und ins Ausland geschickt wurden, damit sie als seine Mitarbeiter bei seiner Arbeit zurückkehren konnten. Sein Plan zielte auf die Wiederherstellung der königlichen Vorrechte und die Abschaffung des Liberum Veto, das jede dauerhafte Verbesserung unmöglich machte. Diese patriotischen Bemühungen machten die Czartoryskis bei der Szlachta (dem Adel) sehr unbeliebt, aber viele Jahre lang hatten sie die feste und konstante Unterstützung des sächsischen Hofes, insbesondere nachdem Heinrich von Brühl Flemmings Nachfolger geworden war.[4]
Czartoryski erreichte den Höhepunkt seiner Macht im Jahr 1752, als ihm das Große Siegel Litauens anvertraut wurde. Danach begann jedoch der Einfluss seines Rivalen Mniszek in Dresden zuzunehmen, woraufhin Czartoryski eine Versöhnung mit seinen politischen Gegnern im Inland und ausländische Unterstützung in England und Russland anstrebte. 1755 schickte er seinen Neffen Stanisław Poniatowski als sächsischen Minister nach Sankt Petersburg, eine Mission, die völlig scheiterte. Czartoryskis prorussische Politik hatte Brühl zu diesem Zeitpunkt bereits entfremdet, doch er vereitelte alle Pläne des sächsischen Hofes, indem er die Landtage von 1760, 1761 und 1762 auflöste. 1763 ging er noch einen Schritt weiter und schlug die Entthronung von August III. vor, der jedoch im selben Jahr starb.[4]
Während der darauffolgenden Interregnumszeit arbeitete der Fürstkanzler auf dem Landtag von 1764 an einer Verfassungsreform und erlebte mit Missfallen, wie sein Neffe Stanisław im Jahr 1765 schließlich zum König Stanisław II. August gewählt wurde. Obwohl Czartoryski von der Schwäche des Königs angewidert war und schließlich alle Hoffnung auf eine Verbesserung der Lage seines Landes aufgeben musste, blieb er bis zuletzt im Amt und besiegelte als Kanzler Litauens alle Teilungsverträge.
Czartoryski starb im Vollbesitz seiner geistigen Kräfte und wurde vom russischen Minister Repnin als „der gesündeste Kopf des Königreichs“ bezeichnet. Er war nicht der einzige reformorientierte Staatsmann seiner Zeit, und trotz seiner Verdienste gab es Gelegenheiten, bei denen der Parteigänger in ihm die Oberhand gewann. Darüber hinaus war seine Außenpolitik unbeständig und er änderte sein „System“ häufig.

## Familie
Michał Czartoryski heiratete am 30. Oktober 1726 in Prag Elenora Monika Waldstein. Sie hatten vier Kinder (drei Töchter, einen Sohn):
- Antonina (1728–26. Februar 1746, Warschau); sie heiratete am 13. Februar 1744 in Warschau Georg Detlev von Flemming
- Konstancja (1729–1749), wurde die zweite Ehefrau von Georg Detlev von Flemming
- Aleksandra Ogińska (1730–1798)
- Antoni (1732–1753)